# أماندا غرهام
أماندا غرهام (بالإنجليزية: Amanda Grahame)‏ هي لاعب كرة مضرب أسترالية، ولدت في 25 مارس 1979 في كانبرا في أستراليا.

## وصلات خارجية
- أماندا غرهام على موقع رابطة محترفات التنس (الإنجليزية)
- أماندا غرهام على موقع الاتحاد الدولي لكرة المضرب (الإنجليزية)
- أماندا غرهام على موقع خلاصة التنس.كوم (الإنجليزية)